# إلويوسا كارتونيرا
إلويوسا كارتونيرا (بالإسبانية: Eloísa Cartonera)‏ هي دار نشر أرجنتينية وجمعية تعاونية عمالية. هي دار نشر الكرتون الرائدة في توظيف الورق الكرتوني المقوى، والتي تضعه على أغلفة كُتبها، حيث تشتريه من الكرتونيين أو جامعي الكرتون غير الرسميين. وتُصنع هذه الأغلفة بدقة ويُلونها العاملين من ذوي الدخل المحدود. أسسها كل من واشنطن كوكورتو، وخابيير باريلارو، وفيرناندا لاجونا استجابةً للأزمة الاقتصادية التي ضربت الأرجنيتن عام 2001، والتي انخفض خلالها البيزو الأرجنتيني إلى ثلث قيمته.